# الستری
الستری (به انگلیسی: Elstree) یک روستا و شهرک در بریتانیا است که در الستری و بورهاموود واقع شده‌است. الستری ۵٬۱۱۰ نفر جمعیت دارد.